# SAI 7
 (août 2012).
Si vous disposez d'ouvrages ou d'articles de référence ou si vous connaissez des sites web de qualité traitant du thème abordé ici, merci de compléter l'article en donnant les références utiles à sa vérifiabilité et en les liant à la section « Notes et références ».
Le SAI 7 est un monoplan biplace en tandem de sport et de grand tourisme dessiné par Sergio Stefanutti entre octobre 1938 et avril 1939. Il a donné naissance à des versions d'entraînement à la chasse qui seront encore produits en série après la Seconde Guerre mondiale.

## Un biplace de sport, le SAI 7
Construit entièrement en bois, avec un revêtement en contreplaqué, c’était un monoplan à aile basse cantilever et train entièrement escamotable. Les deux premiers exemplaires devaient participer au IV Avio Raduno del Littorio, rallye d’avions de tourisme dont le départ fut donné le 15 juillet 1939 sur le terrain de Rimini. Pour les besoins de l’épreuve ils furent équipés d’une verrière profilée s’étendant jusqu’à l’avant du capot moteur. Ayant commencé leurs essais en vol quelques jours seulement avant le début de la compétition, ces appareils ne purent prétendre à la victoire, mais le 27 août 1939 un de ces appareils porta le record international de vitesse de sa catégorie sur 100 km en circuit fermé à 403,9 km/h avec un moteur Hirth HM 508D en V inversé de 280 ch seulement.

## Un biplace d'entraînement à la chasse, le SAI 7T
C’est seulement en 1941 que Sergio Stefanutti commença à travailler sur une version d'entraînement à la chasse du SAI 7. Le moteur Hirth fut remplacé par un Isotta Fraschini Beta RC.10 de même puissance, le vitrage du cockpit modifié, avec deux verrières coulissantes vers l’arrière, et la roulette arrière rendue fixe. La cellule était également légèrement agrandie donc l’avion avait pris du poids, mais atteignait tout de même 400 km/h. 10 SAI 7T furent construits en 1943, mais la situation militaire de l’Italie exigeait de ne produire que des avions de combat et on en resta là jusqu’en 1949.

## En 1949 l'Ambrosini S 7
En 1949 SAI Ambrosini relança la production du SAI 7, équipé cette fois d’un moteur Alfa Romeo. 145 exemplaires furent livrés aux écoles de l’Aeronautica militare, qui les conservera jusqu’en 1956, certains étant achevés en version monoplace. L’Ambrosini S 7 a également été utilisé dans un certain nombre de compétitions et le 21 décembre 1951 Leonardo Bonzi a porté les records internationaux de vitesse sur 100 km et 1 000 km à 367,36 km/h et 358,63 km/h respectivement.

## L'Ambrosini S.7 Freccia
Avant de construire l’Ambrosini Sagittario I un fuselage de S 7 fut équipé d’une voilure et d’un empennage en flèche  à 45° afin d’en tester le comportement en vol. Ce prototype conservait le train d’atterrissage tricycle et le moteur Alfa Romeo 115ter des avions de série. Le nom de Freccia (flèche) n’a jamais été officiel, mais faisait probablement référence à la forme de l’aile.

## L'Ambrosini Super 7
Après les essais de voilure en flèche le Freccia fut mis au standard mais remotorisé avec un moteur de Havilland Gipsy Queen de 355 ch. Immatriculé [I-PAIN] pour pouvoir voler hors d’Italie, il remporta en août 1952 à Brighton une compétition organisée par le Daily Express, piloté par Guidantonio Ferrari.
Espérant probablement placer une nouvelle version de son monoplace auprès de l’Aeronautica Militare, Ambrosini équipa un second S 7 d’un moteur Alfa Romeo 121 de 350 ch. C’est à bord de cet appareil, immatriculé [I-BOZI] que le même Guidantonio Ferrari porta le record international de vitesse de la catégorie à 419,482 km/h à Rome le 3 décembre 1952. Ce second prototype fut modifié à plusieurs reprises, le fuselage arrière étant affiné et la verrière modifiée. Mais l’époque n’était plus aux avions d'entraînement militaire à hélice et les prototypes Supersette, remis au standard S 7, ont pris le chemin du musée.

## Deux exemplaires au musée
Le [I-PAIN] est exposé au musée national de la Science et de la Technique Leonardo da Vinci, le second appartient aux collections du musée de l’Aeronautica Militare à Vigna di Valle.

### Développement lié
- Ambrosini Sagittario
- Aerfer Sagittario 2
- Aerfer Leone

### Aéronefs comparables
- Miles Master
- T-6 Texan